# Hans Vultink
Hans Vultink (* 13. Juni 1937 in Aalten) ist ein niederländischer Karambolagespieler und mehrfacher Welt- und Europameister.

## Karriere
Mit sechs Jahren begann Vultink im elterlichen Café mit dem Billardspiel. Sein Vater Frans war selbst ein erfolgreicher Billardspieler, musste jedoch schnell die Dominanz seines Sohnes anerkennen. Ende der 1960er-Jahre errang Vultink erstmals internationale Erfolge mit der Silbermedaille im Cadre 47/2 bei der Weltmeisterschaft 1967 in Kairo, dem Sieg bei der Cadre-47/2-Europameisterschaft und einem Dritten Platz bei der Cadre-47/1-EM. Seine niederländischen Konkurrenten waren seinerzeit Piet van de Pol und Henk Scholte. 1975 wurde er im heimischen Rotterdam Weltmeister im Cadre 47/1 und stellte einen neuen Serienweltrekord mit 300 auf. Er beendete seine aktive Laufbahn Anfang der 1980er-Jahre, nachdem er 1980 noch zwei Silbermedaille bei Welt- und Europameisterschaften holte. Insgesamt wurde er während seiner 20-Jährigen Karriere neben den internationalen Titeln auch 52-mal Niederländischer Meister.

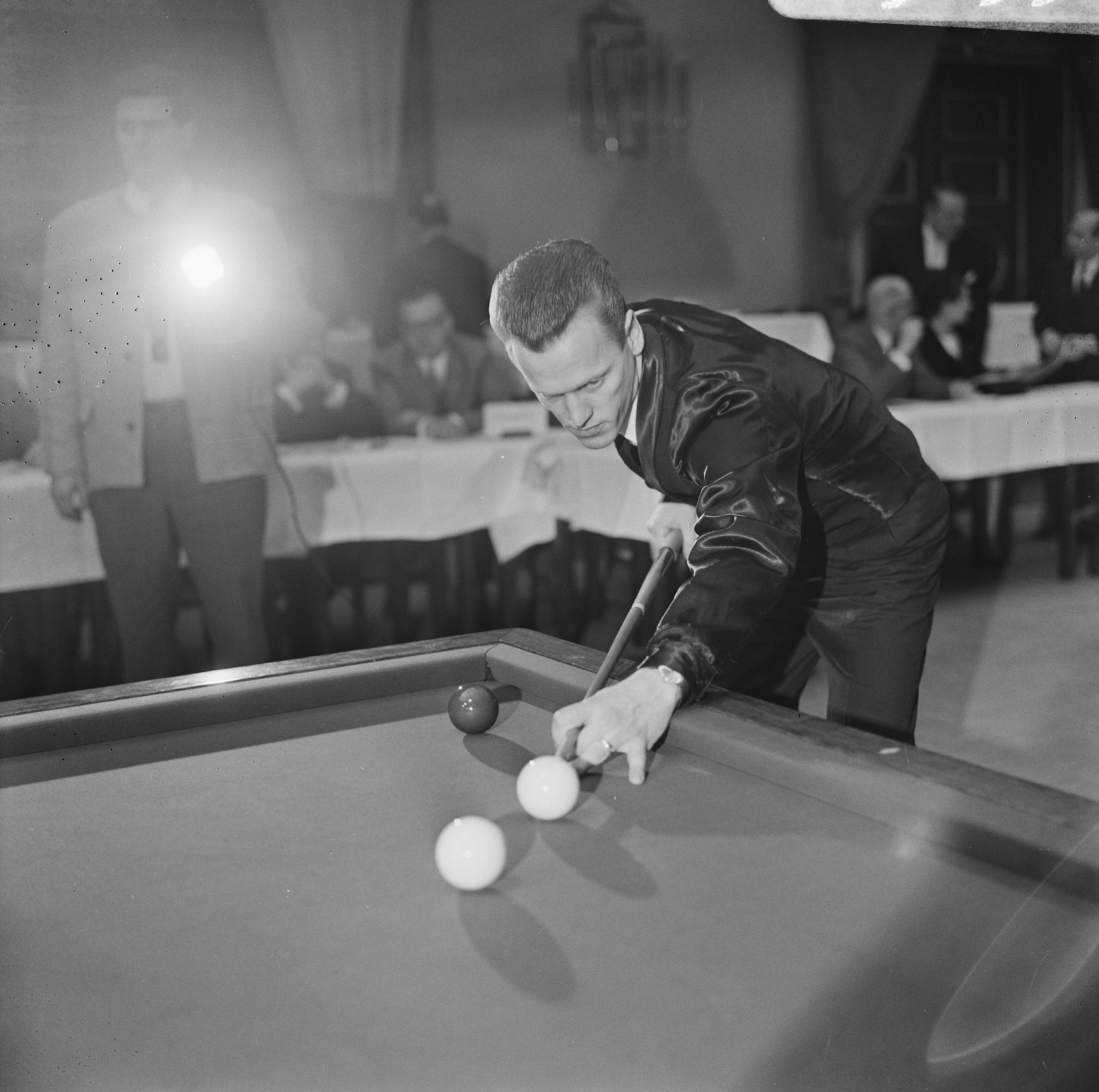
Vultink bei der Einband-Europameisterschaft am 21. April 1966 in Krefeld

## Privatleben
Seine Eltern sind Frans und Maria Vultink. Am 18. September 1965 heiratete er seine aus Winterswijk stammende Frau. Mit ihr hat er drei Töchter. Er gründete die Firma „Hans Vultink Automaten BV“, die er später verkaufte und danach Konkurs ging.

## Erfolge
- Cadre-47/1-Weltmeisterschaft:  1975  1976, 1980  1977
- Cadre-47/2-Weltmeisterschaft:  1973, 1974  1967
- Einband-Weltmeisterschaft:  1979
- Fünfkampf-Weltmeisterschaft:  1972
- Cadre-47/1-Europameisterschaft:  1974  1969, 1975  1967, 1976, 1977
- Cadre-47/2-Europameisterschaft:  1967, 1973  1974, 1975  1968, 1983
- Cadre-71/2-Europameisterschaft:  1973, 1980
- Einband-Europameisterschaft:  1969, 1974, 1979
- Fünfkampf-Europameisterschaft:  1971

- Fünfkampf-Europameisterschaften für Nationalmannschaften:  1967, 1977, 1979, 1981  1969, 1973, 1985  1975, 1992
- Niederländische Meisterschaften: 52 × (verschiedene Disziplinen)

Quellen: 

## Ehrungen
- 1973: Goldene Ehrennadel der Nederlandse Sport Federatie (NSF), Ritter der „Konigliche Nederlandse Biljartbond“ (KNBB)
- 1975: Ritter des Orden von Oranien-Nassau
- 1981: Ehrenmitglied des Koninklijke Nederlandse Biljartbond (KNBB)

Quellen: 

## Bücher
- Olaf Erikson: Hans Vultink. Nederlands Biljartambassadeur. Hrsg.: ThiemeMeulenhoff bv. Zutphen 1984, ISBN 90-03-98510-3, S. 158.